# Byz
Byz, eller Jorma Andreas Byström, född 27 maj 1984, är en svensk hiphopmusiker från Sala. Artistnamnet har inspirerats av hans efternamn som börjar på just Bys. Under åren 1999/2000 startade hans karriär som musiker med gruppen Inte helt oskyldiga, men inte förrän 2003 släppte han sín första soloskiva There Is Still A Party Going On. År 2004 släppte de sitt andra soloalbum From Here To Somewhere. Albumet såldes i begränsad upplaga precis som hans första på 100 stycken skivor, främst till vänner och familj. På senare år, med Internets hjälp, har musiken dock spridit sig utanför dessa kretsar.
2005 släppte Byz sitt första album på svenska som kom att heta Når toppen av botten i en sjuttis. Singeln "Karatefylla" på det senaste albumet Fett av dig blev han snabbt populär bland många ungdomar. År 2008 inledde Byz ett närmare samarbete med sin sedan tidigare följeslagare, Headline. Detta samarbete kom att resultera i det gemensamma albumet Ser det ut som jag bryr mig som under andra kvartalet 2009 lanserades via deras hemsida och var gratis till skillnad från tidigare album.

## Diskografi

### Album
- 2001 - "Vadå" (feat. Inte helt oskyldiga)
- 2003 - "There is still a party going on"
- 2004 - "From here to somewhere"
- 2005 - "Når botten i toppen av en sjuttis"
- 2006 - "Fett Av Dig"
- 2007 - "Ser Det Ut Som Jag Bryr Mig"
- 2024 - "Silverhjärta"

### Singlar
- 2006 - "Karatefylla"
- 2007 - "Hey där"
- 2012 - "Tjena Tjena Tjena" (feat. Kriss & Robin Bengtsson)
- 2012 - "Min dealer" (feat. Sibel Redzep)
- 2013 - "Pusha Den Hårt" (feat. KADE)
- 2018 - ''Motto Motto'' (feat. Panetoz)

### Hitlåtar
- 2004 - "Do you wanna fuck"
- 2004 - "The party is in you"
- 2005 - "Hey där"
- 2005 - "Moorebruden"
- 2005 - "Jag smyger ut"
- 2006 - "Karatefylla"
- 2011 - "Ølbriller" (Erik og Kriss feat. Byz)
- 2012 - "Tjena, Tjena, Tjena" (feat. Kriss & Robin Bengtsson)
- 2012 - "Min dealer" (feat. Sibel)
- 2013 - "Pusha Den Hårt" (feat. KADE)